# 菲巴 (密西西比州)
菲巴（英語：Pheba）是位於美國密西西比州克萊縣的普查規定居民點。

## 人口
根據2020年美國人口普查的數據，菲巴的面積為5.41平方千米，皆為陸地。當地共有人口160人，而人口密度為每平方千米29.57人。